# سعيد قرني عيسى جبير
سعيد قرني عيسى جبير وهو رياضي جزائري ولد في 29 مارس 1977 بالجزائر العاصمة. وهو حامل ذهبية 800 متر في بطولة العالم لألعاب القوى بباريس سنة 2003، وحامل برونزية أولمبياد سيدني 2000 في سباق 800 م.
وكان عيسى جبير سعيد قرني أعلن اعتزاله مضامير العاب القوى قبل انطلاق الألعاب الأفريقية التاسعة بالجزائر عام 2007، وقد برر قراره آنذاك بكثرة الإصابات التي تعرض لها خلال السنتين الأخيرتين، إلا أنه أكد من جديد في تصريح لصحيفة اليوم الجزائرية أنه سيعود للميدان في سبتمبر 2008. يحمل عيسى جبير رقم شخصي سجله في سباق 800 متر وهو 1 دقيقة و 43 ثانية و 0.09 جزء من المائة.

## إنجازات
- بطولة العالم في العاب القوى 2005—المرتبة الخامسة
- ألعاب الأولمبياد الصيفية سنة 2004—المركز السابع
- بطولة العالم في العاب القوى 2003—الميدالية الذهبية
- كأس العالم لألعاب القوى 2002—الميدالية الفضية
- بطولة أفريقيا لألعاب القوى 2002—الميدالية الذهبية
- ألعاب الأولمبياد الصيفية سنة 2000—الميدالية البرونزية
- بطولة أفريقيا لألعاب القوى 2000—الميدالية الذهبية
- بطولة أفريقيا لألعاب القوى 2000—ميدالية ذهبية (400 متر تتابع)
- بطولة العالم في العاب القوى 1999—الميدالية البرونزية
- الجامعات الصيفية 1999—المركز الرابع
- الألعاب العسكرية العالمية 1999—الميدالية الذهبية
- ألعاب عموم أفريقيا 1999—الميدالية الفضية
- بطولة أفريقيا لألعاب القوى 1998—الميدالية البرونزية
- دورة الألعاب العربية الثامنة 1997—800 م ميدالية ذهبية ، 1500 م برونزية ، و400 متر تتابع ميدالية ذهبية
- ألعاب البحر الأبيض المتوسط 1997—الميدالية البرونزية .
- الجامعات صيفية 1997—المركز الرابع

## وصلات خارجية
- سعيد قرني عيسى جبير على موقع الاتحاد الدولي لألعاب القوى (الإنجليزية)
- سعيد قرني عيسى جبير على موقع اللجنة الأولمبية الدولية (الإنجليزية)
- سعيد قرني عيسى جبير على موقع أوليمبيديا (الإنجليزية)